# Mesophylax pamirensis
Mesophylax pamirensis is een schietmot uit de familie Limnephilidae. De soort komt voor in het Oriëntaals gebied.